# 阿爾京西克
51°15′11″N 27°44′39″E / 51.25306°N 27.74417°E
阿爾京西克（烏克蘭語：Артинськ），是烏克蘭北部的村莊，隸屬日托米爾州的科羅斯滕區。該村面積0.71平方公里，海拔高度182米，2001年人口215，人口密度每平方公里302.82人。